# 西江大学校
西江大学校（ソガンだいがっこう、英称: Sogang University）は、ソウル特別市麻浦区新水洞1-1に本部を置く大韓民国の私立大学である。1960年に設置された。大学の略称は西江大、SU。

## 概要
西江大学校はカトリックのイエズス会により設立されたミッション系大学である。「真理に随順たれ」の理念をモットーとし、「西江家族」の語がしばしば用いられるなど、教職員と学生とが密接な学風がある。
他の大学に比べて多くの課題を課すことで知られ、笑い話で「西江高等学校」とも呼ばれる。特に1年次には必修科目として読書感想文を書かせるなどの特徴がある。講義の出席にも厳しく、講義を4回以上欠席すると自動的にF（単位を取得できない）となるシステムをとっており、同校の独特な制度のひとつである。
学部学科のほかに「連携専攻」というシステムがあり、副専攻として女性学や日本学などを学ぶことができる。
在学生は約10000人。文科系に強く、社会科学部やコミュニケーション学部新聞学科などが有名。
光州広域市にある西江情報大学は無関係。

## 歴史
1956年、財団法人韓国イエズス会が設立されたのに伴い、大学設置に向けての募金活動が始まる。1960年、西江大学開学。1970年、大学校設置認可により4年制総合大学となった。
現在は8学部を擁している。

## 卒業生
- 小針進（静岡県立大学国際関係学部教授）
- 朴槿恵（第18代韓国大統領）
- 朴映宣（政治家）
- パク・チャヌク（映画監督・脚本家・映画プロデューサー）
- 申海澈（シンガーソングライター）
- コ・ジュウォン（俳優）
- パク・ウンビン（俳優）

## 学部
- 人文学部（人文大学）
  - 国語国文学専攻
  - 史学専攻
  - 哲学専攻
  - 宗教学専攻
  - 英米語文専攻
  - 米国文化専攻
  - ヨーロッパ文化専攻
  - 中国文化専攻
  - 人文学基板自由専攻学部
- 社会科学部
  - 社会学専攻
  - 心理学専攻
  - 政治外交学専攻
- 知識融合メディア学部
  - 新聞放送学専攻
  - メディア&エンタテインメント専攻
  - アート&テクノロジー専攻
- 自然科学部
  - 数学専攻
  - 化学専攻
  - 物理学専攻
  - 生命科学専攻
- 工学部
  - 電子工学専攻
  - 化工生命工学専攻
  - 機械工学専攻
  - システム半導体工学専攻
- ロヨラ国際学部
  - 国際韓国学専攻
  - 韓国語教育専攻
  - グロバル経済専攻
  - グロバル経営専攻
  - グロバルメディア専攻
- ソフトウェア融合学部
  - コンピューター工学専攻
  - 人工知能専攻
  - AI基盤自由専攻学部
- 経済学部
  - 経済学専攻
- 経営学部
  - 経営学専攻
- 教養学部
  - 社会奉仕センター
  - 予備大学
- 連携専攻（副専攻）
  - バイオ融合技術学
  - 韓国学
  - 女性学
  - PRT
  - PEP
  - メディア工学
  - スポーツ経営学
  - 日本学
  - 共通科学
  - 教育文化学

### 大学院
- 一般大学院
- 専門大学院
  - 神学大学院
  - 国際大学院
  - 映像大学院
  - 経営専門大学院
  - 法学専門大学院（ロースクール）
  - 技術経営専門大学院
- 特殊大学院
  - 公共政策大学院
  - 教育大学院
  - 経済大学院
  - 言論大学院
  - 情報通信大学院

### 研究所
- 社会科学研究所
- 法学研究所

## 交通
- ソウル交通公社2号線 - 新村駅6番出口から徒歩5分
- ソウル地下鉄6号線 - 大興駅3番出口から正門まで10分、南門・後門まで5分
- 京義電鉄線 - 西江大駅1番出口から正門まで5分

## 日本における協定校
- 一橋大学
- 神戸大学
- 上智大学 - 両校共イエズス会が経営母体であり、2010年からスポーツ交流会も開催されている。
- 九州大学
- 東北大学
- 筑波大学
- 立命館大学
- 立命館アジア太平洋大学
- 国際教養大学
- 東海大学
- 昭和女子大学
- 城西大学